# Jacob Cuyp
Jacob Gerritsz. Cuyp, né à Dordrecht en décembre 1594 et mort dans la même ville le 23 octobre 1651, est un peintre et un illustrateur néerlandais (Provinces-Unies) du siècle d'or.
Il est le père du peintre paysagiste Albert Cuyp (1620-1695).

## Biographie
Son père, Gerrit Gerritsz. Cuyp, était peintre verrier. En 1617, Jacob Cuyp fit son entrée dans la guilde des peintres ; l’année suivante, il se maria avec une femme d’Utrecht. Dans la même ville, Cuyp fit son apprentissage auprès du peintre Abraham Bloemaert ; on peut déceler des influences de l’école picturale d’Utrecht dans son œuvre. En 1625, il fut temporairement actif à Amsterdam. Il devint diacre et ancien de la communauté wallonne à Doordrecht. En 1637, il devint comptable et chef de la guilde de Saint-Luc. En 1742, il fonda sa propre société d’artistes.
Il enseigna la peinture à son demi-frère Benjamin (1612-1652) et à son fils Albert Cuyp (1620-1691). Plus tard, il arriva que père et fils peignissent ensemble. Un autre élève réputé fut Ferdinand Bol ; il a vraisemblablement eu Paulus Lesire comme élève.

## Style pictural
L’œuvre de Jacob Cuyp appartient à l’art baroque. Lui-même fait également partie des « vieux maîtres hollandais » du XVIIe siècle. Il réalisa un grand nombre de portraits, dont beaucoup de portraits d’enfants. À côté de cela, il a peint des scènes historiques, des natures mortes et des scènes de genre. Durant longtemps, Jacob Cuyp intéressa surtout en tant que père de l'illustre Albert Cuyp mais, de nos jours, on le juge davantage en fonction de ses propres mérites.

## Œuvres dans les collections publiques
Aux Pays-Bas, le Dordrechts Museum conserve un certain nombre de toiles de Jacob Cuyp, parmi lesquelles figurent : Portrait de Michiel Pompe de Slingelandt (1649), Tulipes (1638) et Bergère avec un enfant dans un paysage (1627).
On trouve les œuvres de Jacob Cuyp dans divers autres musées à travers le monde, parmi lesquels :
- Australie : la National Gallery of Australia de Canberra ;
- États-Unis : l'un des musées d'art de Harvard[Lequel ?] dans le Massachusetts ;
- France : le musée Ingres à Montauban, le musée Granet à Aix-en-Provence ;
- Israël : le musée d’Israël à Jérusalem ;
- Russie : le musée de l'Ermitage à Saint-Pétersbourg.

## Galerie

Œuvres de Jacob Cuyp
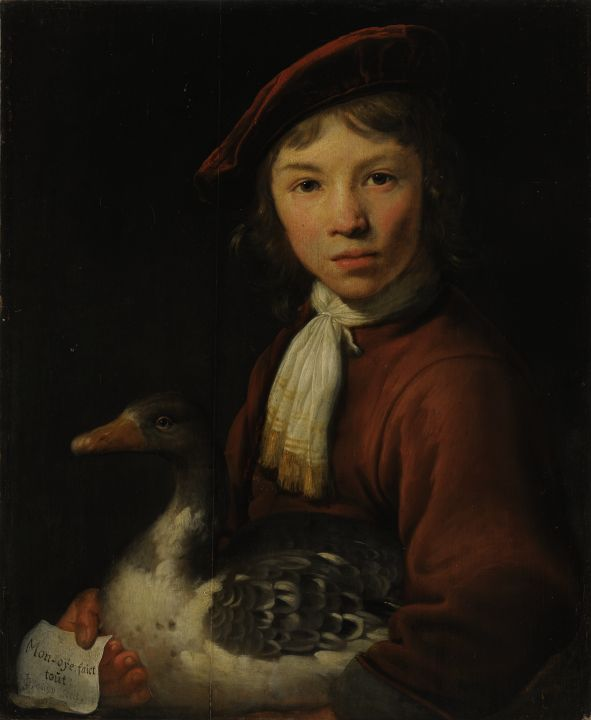
Garçon avec une oie (vers 1650), huile sur panneau, 55 × 45,7 cm, château de Kadriorg.
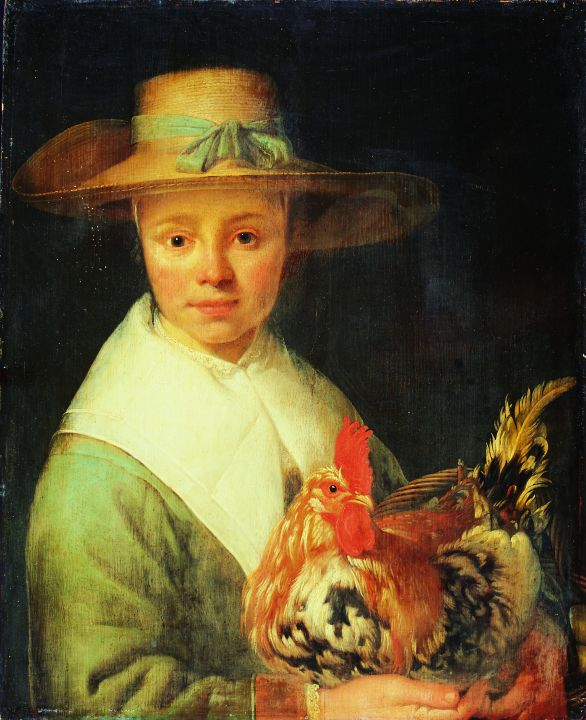
Fille avec un coq (vers 1650), 55,4 × 45,2 cm, château de Kadriorg.
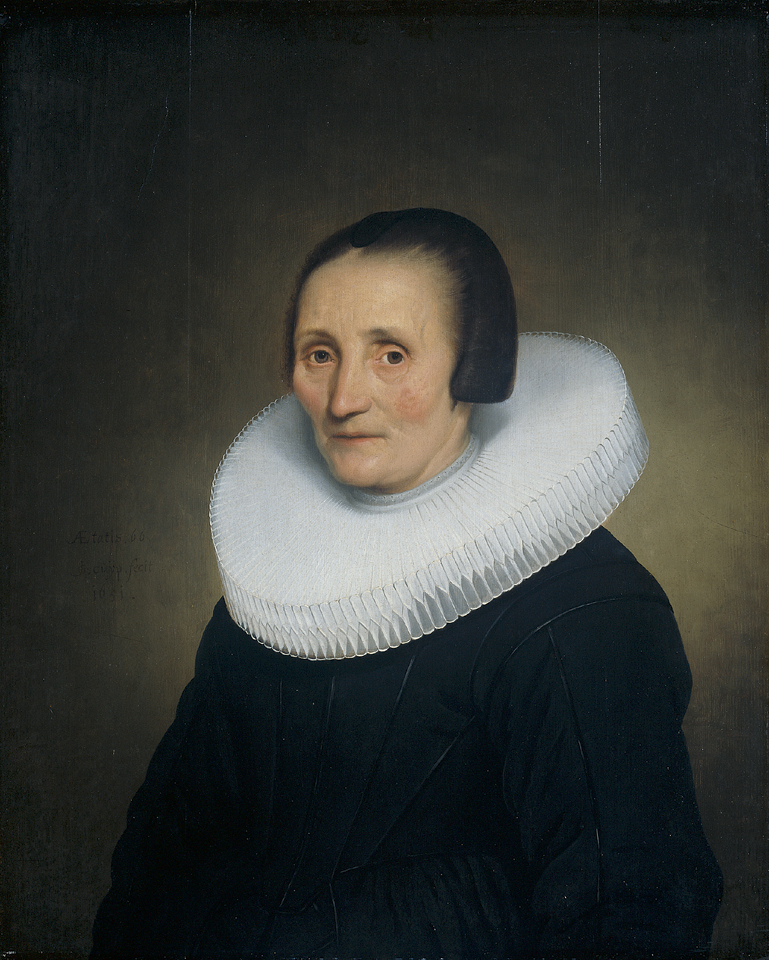
Portrait de Margaretha De Geer (1651), huile sur panneau, 73,9 × 59,5 cm, Amsterdam, Rijksmuseum.